# フレスポ鳥栖
フレスポ鳥栖 (フレスポとす) は、佐賀県鳥栖市にあるショッピングセンターである。

## 概要
日本専売公社鳥栖工場跡地に日本たばこ産業によって建設、 ラララグループのジェイアール九州コンサルタンツにより企画され、前身となるジョイフルタウン鳥栖が開業した。核テナントの寿屋が倒産後にイオン九州のジャスコ鳥栖店が出店したものの2005年（平成17年）11月30日に閉店。現在は北部九州地盤のサンリブが出店している。2009年（平成21年）11月7日にフレスポ鳥栖としてリニューアルオープンした  。大和リースの郊外型ショッピングセンターとしては西日本最大級の100店舗が入居している。

## 主なテナント
出店テナント全店の一覧・詳細情報は公式サイト「フロアガイド」を参照。

### 1階
- サンリブ
- TSUTAYA
- マツモトキヨシ
- マックハウス

### 2階
- ニトリ
- SHOE・PLAZA
- ザ・ダイソー
- ヤマダデンキ

## 交通アクセス
- JR九州長崎本線・鹿児島本線 鳥栖駅より徒歩1分
- E34 九州自動車道 1 鳥栖ICより車で10分